# Pedaria minima
Pedaria minima là một loài bọ cánh cứng trong họ Bọ hung (Scarabaeidae).